# Majority One
Majority One was een Britse psychedelische rockband die van 1964 tot 1973 actief was. Van 1965 tot 1969 deed ze dit onder de naam The Majority. Begin jaren '70 bracht de band ook enkele singles uit onder de namen Rocky Cabbage, Black Label en M.A.S.K. Uiteindelijk bleef het commerciële succes van de band beperkt tot één hitsingle in Nederland.

## Biografie

### De beginjaren: The Majority
Bandleider en zanger Barry Graham richtte in 1964 in Hull de band The Mustangs op. Naast Graham op zang bestond deze band uit gitaristen Roger France en Rob Long, bassist Ken Smith en drummer Don Lull. Een jaar later verhuisde de band naar Londen en nam de naam The Majority aan. Hun muziekstijl lijkt op die van andere British invasion-bands maar kenmerkte zich door meer harmonieuze zang, zoals in die tijd meer bij Amerikaanse bands voorkwam. De band tekende bij Decca Records en bracht een achttal singles uit. De single "A Little Bit of Sunlight" was geschreven door The Kinks-voorman Ray Davies, een nummer dat nooit door The Kinks zelf uitgebracht is. Op een volgende single werd een cover van het Kinks-nummer "Ring the Bells" als B-kant gezet. Op zoek naar succes in de hitlijsten, klopte de band aan bij meerdere bekende songwriters, waaronder Chip Taylor en het Britse songwriter-duo Carter & Lewis. Het nummer "All our Christmases" werd geschreven door de gebroeders Gibb van de Bee Gees, en ook dit nummer is niet door die band zelf uitgebracht.
De band tourde, na enkele wijzigingen in de bezetting, kort in het voorprogramma van Barry Ryan. Maar ondanks de bekende songwriters, werd geen van de acht singles een succes. In 2009 bracht Decca Records het compilatiealbum "The Decca Years 1965-1968" uit. Op dit album staan de acht singles en hun B-kantjes, met uitzondering van het nummer "I Hear a Symphony" omdat de bandleden aangaven dat dit nummer te slecht was om opnieuw uitgebracht te worden.

### Verhuizing naar Parijs: Majority One
Omdat succes in Engeland uitbleef, besloot de band in 1969 een frisse start te maken. De bandleden verhuisden naar Frankrijk en hernoemden zich naar Majority One. De band bracht tussen 1970 en 1972 zes singles uit, waarvan drie bij het Pink Elephant label. Alleen de single "Because I Love" werd een succes(je). In de Nederlandse Top 40 werd in de nazomer van 1971 een nummer 6 hit gehaald. Ook in Italië en Brazilië werd het een hit. Ook onder andere namen, Rocky Cabbage, Black Label en M.A.S.K., bracht de band enkele (onsuccesvolle) singles uit.
In 1971 bracht de band het album "Majority One" uit. Nadat ook dit album de band geen succes opleverde, besloten de bandleden er mee op te houden. In 2005 werd het compilatiealbum "Rainbow Rockin' Chair: The Definite Collection 1969-1971" uitgebracht. Naast een groot deel van de nummers uit het enige album van de band, stonden hier ook enkele singles op die nog onder de naam The Majority zijn uitgegeven, alsmede opnames onder de naam Black Label en Rocky Cabbage.

## Discografie

### Albums
- "Majority One", 1971

### Nederlandse Top 40
| Single met eventuele hitnotering(en) in de Nederlandse Top 40 | Datum van verschijnen | Datum van binnenkomst | Hoogste positie | Aantal weken | Opmerkingen          |
| ------------------------------------------------------------- | --------------------- | --------------------- | --------------- | ------------ | -------------------- |
| Because I Love                                                |                       | 21-08-1971            | 6               | 9            | Daverende 30: #8, 9w |

### NPO Radio 2 Top 2000
| Nummer met noteringen in de NPO Radio 2 Top 2000 | '00  | '01 | '02  | '03  |
| ------------------------------------------------ | ---- | --- | ---- | ---- |
| Because I Love                                   | 1544 | -   | 1699 | 1646 |

1. ↑  Een '-' betekent dat het nummer niet was genoteerd en een vetgedrukt getal geeft de hoogste notering aan.
2. ↑  2000 was het eerste jaar met een notering voor dit nummer.
3. ↑  Deze tabel is bijgewerkt tot en met de laatste editie (2024).